# Avenida Calouste Gulbenkian
A Avenida Calouste Gulbenkian é um arruamento da cidade de Lisboa, constituindo-se como o troço intermédio do corredor fundamental entre o Campo Grande e Alcântara. É um importante acesso ao centro da cidade, a partir do sul de Portugal. Serve directamente a freguesia de Campolide.

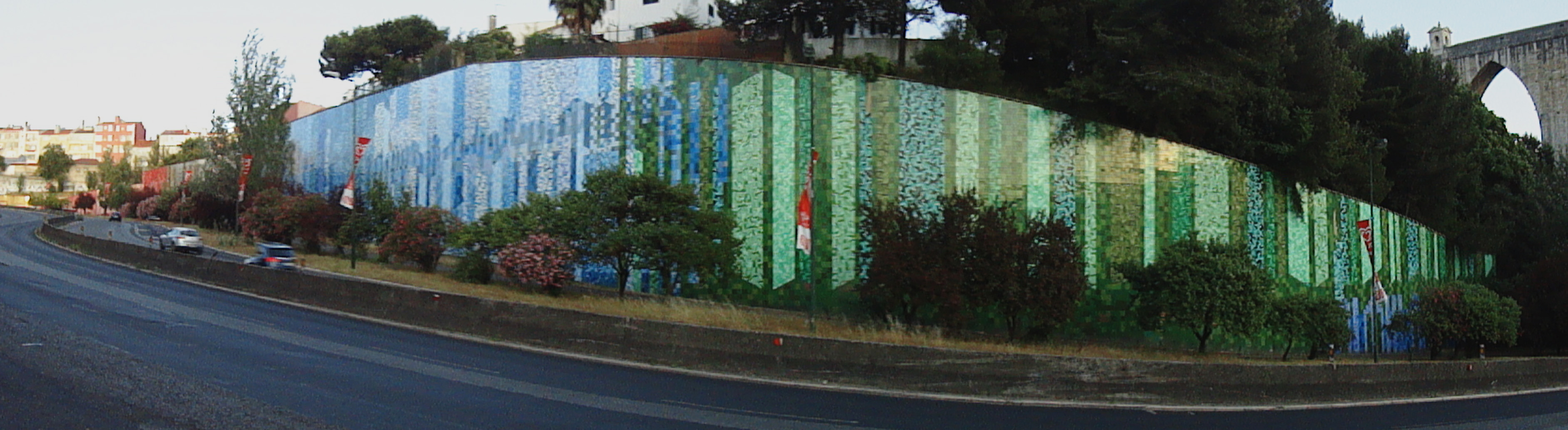
João Abel Manta, painel de azulejos, 1970-1982, Av. Calouste Gulbenkian, Lisboa